# Gandaritis
Gandaritis is een geslacht van vlinders van de familie spanners (Geometridae), uit de onderfamilie Larentiinae.

## Soorten
- G. fixseni Bremer, 1864
- G. flavata Moore, 1867
- G. pyraliata

Gele agaatspanner Denis & Schiffermüller, 1775
- G. sinicaria Leech, 1897